# Katrín Magnússon

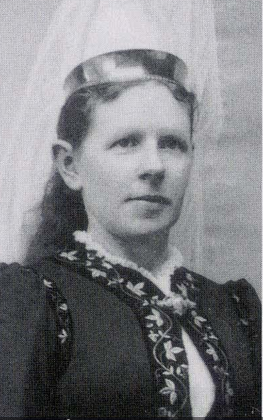
Katrín Magnússon in isländischer Festtracht

Katrín Sigríður Skúladóttir Magnússon (* 18. März 1858 auf Hrappsey; † 13. Juli 1932 in Reykjavík) war eine isländische Frauenrechtlerin, die sich für das Frauenwahlrecht und die Frauenbildung engagierte. Von 1908 bis 1916 war sie Stadträtin von Reykjavík.

## Biographie
Katrín Sigríður Skúladóttir wurde am 18. März 1858 auf der Insel Hrappsey im Nordwesten Islands als Tochter von Hlíf Jónsdóttir und deren Mann Skúli Þorvaldsson Sívertsson geboren; die Eltern waren Bauern. Im Alter von 14 Jahren reiste sie erstmals nach Reykjavík, um ihre Tante väterlicherseits, Katrín Sívertsen, zu besuchen. Dort lernte sie den Arzt Guðmundur Magnússon (1863–1924) kennen, einen Verwandten von Katríns Ehemann Jón Árnason. Sie heiratete Guðmundur im Jahr 1891 und zog mit ihm nach Kopenhagen. Im folgenden Jahr kehrten die Eheleute nach Island zurück und ließen sich in Sauðárkrókur nieder, nachdem Guðmundur Bezirksarzt im Bezirk Skagafjörður (Skagafjarðarsýsla) geworden war. Sie wurden Eltern einer Tochter, die aber früh starb, und zogen eine Stieftochter groß. Nach zwei Jahren zogen die Eheleute nach Reykjavík, wo Guðmundur Professor an der Universität wurde. Er wurde – auch international – bekannt für seine Operationen zur Behandlung zystischer Echinokokkosen, die in Island damals sehr verbreitet waren.
Katrín trat dem isländischen Frauenverband (Íslenska kvenfélag) bei, dem sie von 1903 bis 1924 vorstand. Im Jahr 1917 half sie bei der Gründung des Frauenbundes (Bandalag kvenna). Außerdem war sie Mitglied des Vorstands des Thorvaldsensfélag (Thorvaldsen-Verein), Islands ältester Frauenorganisation, die 1875 gegründet wurde, und sie saß im Schulkomitee des Reykjavíker Frauengymnasiums. Katrín war eine von vier Frauen, die von 1908 bis 1916 im Stadtrat von Reykjavík saßen. Bei der Wahl im Jahre 1908 erhielt sie von allen Gewählten die meisten Stimmen. Am 1. Dezember 1926 wurde sie mit dem Großkreuz des Falkenordens ausgezeichnet.
Katrín Magnússon starb am 13. Juli 1932 in Reykjavík im Alter von 74 Jahren.
2012 wurden in Reykjavík vier Straßen nach den ersten Frauen im Stadtrat benannt. Höfðatún wurde zu Katrínartún nach Katrín Magnússon. Sætún heißt seitdem Guðrúnartún nach Guðrún Björnsdóttir, Skúlatún nun Þórunnartún nach Þórunn Jónassen und Skúlagata östlich der Snorrabraut Bríetartún nach Bríet Bjarnhéðinsdóttir, der Gründerin der isländischen Frauenbewegung.